# Cacciatori del mare
Cacciatori del mare è un libro di Clive Cussler e Craig Dirgo che narra le storie relative a celebri affondamenti dei quali egli stesso ha curato le operazioni di scoperta dei relitti ed a volte il recupero di manufatti con la NUMA, l'agenzia privata di archeologia subacquea da lui fondata e tuttora diretta.

## Trama
La prefazione racconta in generale della vita dell'autore, delle motivazioni, difficoltà e disillusioni che Cussler ha incontrato durante le sue ricerche e di come abbia speso buona parte dei suoi guadagni cercando questi pezzi nascosti di storia, molte volte sott'acqua, ma con qualche eccezione. Le storie raccontate sono tutte vere, ed ogni capitolo è diviso in due parti: l'antefatto storico, cioè la circostanza nella quale la nave è andata perduta, e le circostanze del ritrovamento.
Le navi delle quali si racconta in questo libro hanno tutte una importanza storica, e tra essi sono annoverate:
- la USS Monitor e la CSS Virginia, che si affrontarono in combattimento ad Hampton Roads il 9 marzo 1862 dando luogo al primo scontro tra due navi corazzate della storia.
- Lo Hunley, il primo sottomarino che sia riuscito ad affondare una nave in combattimento, affondando con tutto l'equipaggio.
- Il Pathfinder, esploratore (una nave simile ad un incrociatore leggero) britannico, che ebbe il poco invidiabile primato di essere la prima nave affondata da un sommergibile moderno, il tedesco U-21, durante la prima guerra mondiale.
- L'U-20, il sottomarino tedesco che affondò il RMS Lusitania, grande transatlantico della Cunard Line gemello del Mauretania e del Carpathia (che recuperò molti dei naufraghi del Titanic), con oltre 1000 vittime, e s'incagliò sulle coste danesi nel 1916, venendo abbandonato dall'equipaggio. Fu poi fatto saltare dai danesi nel 1925, ma rimase praticamente intatto.
- Il transatlantico belga Léopoldville, silurato la vigilia di Natale del 1944 cinque miglia ad est di Cherbourg (Francia), durante la seconda guerra mondiale, mentre trasportava alcune migliaia di fanti statunitensi della 66ª Divisione di fanteria Panther. Grazie alla vigliaccheria dell'equipaggio belga, che s'imbarcò nelle lance lasciando i soldati a loro stessi, della disorganizzazione sia sulla nave, dove non vi era alcun piano di evacuazione né erano stati distribuiti giubbotti di salvataggio, che a terra, dove nessuno sembrava disposto a far uscire i mezzi di soccorso sottovalutando la gravità della situazione. Fu solo grazie al coraggio degli equipaggi delle unità di scorta, i cacciatorpediniere britannici Brilliant, Hotham ed 'Anthony, e la fregata Croix de Lorraine (della classe River), della Francia Libera, e dell'intervento oltre la soglia dell'insubordinazione dell'ufficiale di servizio al porto, se le perdite furono limitate a poco più di 800 persone, sulle 2500 circa presenti a bordo tra soldati americani, equipaggio belga-congolese e scorta antiaerea britannica. Per gli statunitensi si trattò si una delle più gravi tragedie dovute all'affondamento di una sola nave, numericamente inferiore solo a quella della corazzata USS Arizona (BB-39), l'8 dicembre 1941 a Pearl Harbor, e maggiore di quella dell'affondamento dell'incrociatore Indianapolis, la nave che aveva appena trasportato la bomba atomica di Hiroshima. L'eroico comportamento di una delle navi di scorta, il Brilliant, che rischiò l'affondamento accostandosi al transatlantico per permettere ai soldati di saltare sulla nave è richiamato in Walhalla.

Per trovare quest'ultimo relitto (ma cercando anche un'altra nave storica, il corsaro confederato Alabama), Cussler sfiorò l'incidente diplomatico tra Francia e Stati Uniti, in quanto in concomitanza con la loro campagna di rilevamento (ma a loro insaputa) i francesi avevano fissato le prove in mare del loro nuovo sottomarino lanciamissili nucleare; ovviamente, l'arrivo di una unità attrezzata per i rilevamenti subacquei non fece piacere ai servizi segreti militari francesi (all'epoca SDECE, attualmente DGSE), che iniziarono una campagna di pressione frapponendo ostacoli burocratici, perquisendo e spiando la nave di Cussler, l'Arvor III, e di fatto costringendoli ad andarsene, non dopo aver convocato delle infuocate conferenze stampa di denuncia. Sulla rotta per l'Inghilterra, comunque l'equipaggio mise in funzione le attrezzature di rilevamento, rilevando effettivamente il Léopoldville ma dovendo fuggire per evitare l'arresto. I francesi, subito dopo e grazie ad alcuni documenti lasciati da Cussler in custodia ad un loro contatto francese, ritrovarono l'Alabama e recuperarono una serie di reperti poi esposti in un museo, ovviamente francese.
Oltre alle navi, un capitolo è dedicato ad un treno scomparso nel crollo di un ponte nel 1878, in realtà mai sparito se non per l'assicurazione che ne risarcì la perdita. Il richiamo alla vicenda viene fatto nel romanzo Salto nel buio

## Edizioni
- Clive Cussler e Craig Dirgo, Cacciatori del mare, traduzione di E. Peru, collana TEA, Longanesi, 1999,  p. 430, ISBN 88-7818-596-5.